# Bombardeo de Ganyá (2020)
El bombardeo de Ganyá se dio el 11 de octubre de 2020 por parte de Armenia en territorio de Azerbaiyán, provocando 9 muertes y 40 heridos civiles, entre adultos y menores. El ataque fue uno de las primeras violaciones al alto el fuego, firmado un día antes, en el marco de la segunda guerra del Alto Karabaj, y uno de los primeros enfrentamientos de gravedad fuera de la región del Alto Karabaj.
Las infraestructuras de la ciudad, que es la segunda más importante del país fue seriamente dañada. El gobierno de Azerbaiyán calificó el bombardeo como «un acto de genocidio contra el pueblo azerí que hemos presenciado desde la masacre de Joyali» de 1992.

## Contexto

### Alto al fuego del 10 de octubre de 2020
El 9 de octubre de 2020 comenzaron en Moscú las conversaciones trilaterales sobre el conflicto del Alto Karabaj de 2020 entre los Ministros de Relaciones Exteriores de Rusia, Azerbaiyán y Armenia. Serguéi Lavrov, Djeyhun Bayramov y Zohrab Mnatsakanyan participaron en los debates. La reunión se llevó a cabo en la "Casa de Recepción" del Ministerio de Relaciones Exteriores de Rusia. El canciller Lavrov, emitió una declaración conjunta tras las conversaciones.
La declaración decía: "En respuesta al llamamiento del presidente ruso Vladímir Putin y al acuerdo alcanzado por el presidente ruso Vladímir Putin, el presidente azerí Ilham Aliyev y el primer ministro armenio Nikol Pashinián, las partes acordaron tomar las siguientes medidas:
1. Se declara un alto el fuego con fines humanitarios, mediado por el Comité Internacional de la Cruz Roja y de acuerdo con su criterio, a partir del 12 de octubre de 2020, para el canje de prisioneros de guerra y otros detenidos y los cuerpos de los muertos;
2. Adicionalmente se acordarán parámetros específicos del alto el fuego;
3. La República de Azerbaiyán y la República de Armenia, por mediación de los Copresidentes del Grupo de Minsk de la OSCE, entablarán negociaciones sustantivas para la rápida solución pacífica del conflicto sobre la base de los principios básicos de solución;
4. Las partes afirman la inmutabilidad del formato de negociación.

## Bombardeo
Tras algunas escaramuzas en el Alto Karabaj, las Fuerzas Armadas de Armenia estacionadas en la República de Artsaj a las 14:00 desde un punto no específico dirigieron misiles a Ganyá, la segunda ciudad más poblada de Azerbaiyán y excluida de la zona conflictiva, esta acción fue considerada una violación a los requisitos del alto el fuego humanitario del 10 de octubre por las autoridades azeríes.
Un comunicado emitido por la Oficina del Fiscal General de Azerbaiyán a las 07:00 dijo que las «fuerzas armadas del enemigo dispararon cohetes contra un edificio de apartamentos en la parte central de Ganyá, la segunda ciudad más grande de la República de Azerbaiyán, fuera de la línea del frente el 11.10.2020 alrededor de las 02:00. Como resultado, 5 personas murieron, 28 resultaron heridas y muchas instalaciones de infraestructura civil sufrieron graves daños». La declaración decía que las fuerzas armenias utilizaron el sistema de misiles Tochka-U para disparar contra un área densamente poblada en Ganyá.

## Consecuencias
Se registró 9 fallecidos y 40 heridos, entre los cuales hay niños, todos civiles. La cancillería de Azerbaiyán publicó un comunicado condenando el acto:

El bombardeo de civiles y ciudades por parte de las fuerzas armadas armenias después del acuerdo de alto el fuego humanitario es otro claro ejemplo de barbarie y muestra que los llamamientos de alto el fuego de los líderes armenios no son más que hipocresía. 

El disparo deliberado de Armenia contra civiles, viviendas, bienes de carácter civil y personal médico como parte de su política agresiva contra Azerbaiyán demuestra una vez más el desprecio del país por las normas fundamentales del derecho internacional, incluido el derecho internacional humanitario y los Convenios de Ginebra, la flagrante violación de sus obligaciones y lejos del humanismo común.

Condenamos enérgicamente estas acciones agresivas de Armenia y exhortamos a la comunidad internacional a que adopte medidas decisivas para obligar a la Armenia ocupante a cumplir con el derecho internacional y las obligaciones internacionales. El liderazgo político y militar de Armenia es plenamente responsable de la situación en la región.
Comunicado oficial del Ministerio de Relaciones Exteriores de Azerbaiyán, 11 de octubre de 2020.